# Ланге, Вильфрид
Вильфрид Ланге (нем. Wilfried Lange; 22 февраля 1910, Рига — 1993) — немецкий шахматист, индивидуальный медалист шахматной олимпиады (1952).

## Биография
В юности Вильфрид Ланге жил в Брауншвейге, где он в 1933 году выиграл чемпионат Нижней Саксонии по шахматам. Позднее он переехал в Эссен, где неоднократно побеждал в чемпионатах города по шахматам. В 1952 Вильфрид Ланге стал победителем чемпионата Северного Рейна-Вестфалии по шахматам. Победил также в двух национальных турнирах по шахматам в Гамбурге (1946, 1952). Между 1930 и 1950 годом он восемь раз участвовал в чемпионатах Германии по шахматам. Вместе с шахматным клубом из Эссена Essener SG 1904 дважды побеждал в немецкой шахматной Бундеслиге. В 1949 он стал национальным мастером Германии по шахматам.
В 1952 году Вильфрид Ланге выступил за Западную Германию на шахматной олимпиаде в Хельсинки и завоевал бронзовую медаль на запасной доске.
После Второй мировой войны Вильфрид Ланге много сил отдал для восстановления шахматной жизни в Западной Германии. Был представителем шахматной федерации Северного Рейна-Вестфалии в шахматной федерации Германии. По профессии Вильфрид Ланге был химиком.